# Chaoyang Sports Centre
Chaoyang Sports Centre (chiń. 朝阳体育中心; pinyin Cháoyáng Tǐyù Zhōngxīn) – wielofunkcyjny stadion w stolicy Chin, Pekinie. Został otwarty w 2003 roku. Jego pojemność wynosi 20 000 widzów. W 2006 roku na obiekcie odbyły się 11. Mistrzostwa Świata Juniorów w lekkiej atletyce.